# Búrides
Els búrides foren una dinastia d'origen turc que va governar Damasc del 1104 al 1154.

## Antecedents
Quan Màlik-Xah I va morir l'any 1092, l'Imperi Seljúcida es va dividir mentre el seu germà i els seus quatre fills es van barallar per la distribució de l'imperi entre ells. Màlik-Xah I va ser succeït a Anatòlia per Kilij Arslan I, fill de Sulayman I ibn Kutalmish, que va fundar el Soldanat de Rum als territoris romans d'Orient, i a Síria pel seu germà Tútuix I. A Pèrsia el va succeir el seu fill Mahmud ibn Màlik-Xah, el regnat del qual va ser disputat pels seus altres tres germans Barkyaruq a l'Iraq, Muhàmmad ibn Màlik-Xah a Bagdad i Àhmad Sanjar al Khorasan. Quan Tútuix I va morir en 1095, els seus fills Ridwan i Duqaq van heretar Alep i Damasc, respectivament, i també es van disputar entre ells, dividint encara més Síria entre emirs antagònics els uns amb els altres. Dhàhir-ad-Din Tughtikín era l'home de confiança de Tútuix, i Duqaq el va nomenar atabeg de Damasc des del 1095.

## Els búrides

El Pròxim Orient en 1135

Duqaq va morir el 8 de juny de 1104 i Tughtikín va proclamar el jove fill del difunt, Tútuix II, i va governar en el seu nom. Tútuix II va morir poc després i després d'una breu proclamació de Muhyí-d-Din Baktaix, Tughtikín va assolir personalment el poder i va iniciar la dinastia burida (1105-1154) amb el títol de Sayf-al-Islam Dhàhir-ad-Din Tughtikín.
Damasc va experimentar un creixement econòmic i social en els següents anys. Tughtikín va negociar sovint amb els estats croats que amenaçaven les regions productores de blat (la Bekaa i l'Hauran) amb els quals van haver de fer pactes que sovint van haver d'explicar al sultà seljúcida de Bagdad. Va poder conservar l'Hauran, la plana de l'alt Jordà i Yarmuk), però no va reeixir en negociacions amb els fatimites que tenien encara algunes places de la costa com Tir. Interiorment la població estava organitzada en una milícia anomenada ahdath, a la que s'oposava una altra milícia principalment rural, els batiniyya o ismaïlites. El 2 d'octubre de 1113 fou assassinat a Damasc l'emir de Mossul, Mawdud, per obre de sicaris ismaïlites.
Tughtikín va morir el 12 de febrer de 1128 i el va succeir el seu fill Tadj al-Muluk Buri que l'any següent va fer matar el visir al-Mazdakani que fou el senyal per una terrible massacra en què el poble va matar a milers de batiniyya. Aquestos es van revenjar aviat: el 1131 Tadj al-Muluk fou ferit en un atemptat i va morir de les ferides el 7 de juny de 1132. Abans de morir va fer reconèixer com successor al seu fill Shams al-Muluk Abu l-Fath Ismail, que fou assassinat pels seus esclaus per orde de la seva pròpia mare Zomorrod Khatun l'1 de febrer de 1135. A partir del 1130 quan el zengita Imad-ad-Din i el seu fill Nur-ad-Din van dominar Alep, els zengites es van erigir com el seu principal adversari i Xams-al-Mulk volia entregar Damasc a Imad al-Din quan fou assassinat.
Mort Xams-al-Mulk va pujar al tron el seu germà Shihab al-Din Mahmud que també va morir assassinat per tres dels seus servidors, el 23 de juny de 1139, per instigació dels seus adversaris polítics. Va ser proclamat llavors el seu germà Djamal al-Din Muhammad, governador de Baalbek, i aquest va morir de malaltia el 29 de març de 1140. Els caps militars van intervenir i van portar al tron al jove Abu Said Abak Mudjir al-Din Abd al-Dawla, fill de Djamal al-Din, que va deixar la direcció dels afers al seu atabeg Muín-ad-Din Únur (1140-1150) que va governar fins a la seva mort (30 d'agost de 1149). El 1148 es va trencar la llarga cooperació amb els croats, i aquests van atacar Damasc (juliol de 1148) sense èxit, i des de llavors ja van ser impossibles nous tractats entre burides i croats
Mort Muín-ad-Din Únur, Abu-Saïd Abaq va agafar personalment les regnes del poder, però aviat va haver d'acceptar la sobirania del zengita Nur-ad-Din que el 1154 va ocupar la ciutat i va deposar l'emir búrida que va haver de marxar de la ciutat.
Els diversos sobirans rebien la investidura del sultà seljúcida de Bagdad a qui entregaven regals, i aquest no intervenia en els afers interns.

## Llista d'emirs
- Dhàhir-ad-Din Tughtikín 1104–1128
- Taj-al-Muluk Burí 1128–1132
- Xams-al-Mulk Ismaïl 1132–1135
- Xihab-ad-Din Mahmud 1135–1139
- Jamal-ad-Din Muhàmmad 1139–1140
- Muín-ad-Din Únur (regent, 1140–1149)
- Mujir-ad-Din Abaq 1140–1154